# Fernando Bazán Pinillos
Fernando Bazán Pinillos es un político peruano exalcalde de Huanchaco, en el Departamento de La Libertad. A mediados de su tercer periodo como alcalde fue revocado por consulta popular. En reemplazo de Fernando Bazán asumió el cargo de alcaldesa de Huanchaco en forma transitoria la regidora Dilia Mestanza Rengifo hasta realizarse nuevas elecciones en marzo de 2014.

## Vida política
Fernando Bazán Pinillos fue elegido alcalde de Huanchaco por primera en el año 1998 en las elecciones regionales y municipales, donde obtuvo la alcaldía para el periodo 1999 - 2002 postulando por el movimiento independiente "Huanchaco y sus Sectores". 
En las elecciones realizadas el 2002 para el periodo 2003 - 2006, se presenta a través de un movimiento político independiente junto a Jorge Torres Vallejo, donde ambos perdieron las elecciones. En las elecciones del 2006 para el periodo 2007 - 2010 postulando por el partido político Alianza para el Progreso ganando las elecciones y ocupando el sillón municipal por un periodo adicional. Posteriormente en el año 2010 volvió a ser elegido alcalde de Huanchaco para el periodo 2011-2014 representando a su agrupación política Huanchaco y sus Sectores, sin embargo el 7 de julio de 2013 fue revocado de su cargo de alcalde mediante consulta popular, donde habrían ocurrido presuntas irregularidades según denuncias de firmas falsas y votos golondrinos las cuales no fueron investigadas por los organismos correspondientes. En octubre del año 2013 fue denunciado penalmente por la Procuraduría de Huanchaco por presuntas irregularidades en la contratación de personal. Nunca fue sentenciado.